# العاطفة الإيجابية
العاطفة الإيجابية هي خاصية بشرية تصف مدى تجربة الناس لتأثيرات إيجابية (الأحاسيس، والعواطف، والمشاعر)؛ ونتيجة لذلك، كيف يتفاعلون مع الآخرين ومع محيطهم.
عادةً ما يكون الأشخاص ذوو العاطفة الإيجابية العالية مُتحمسين، وحيويين، وواثقين، ونشطين، ومُنتبهين. ربطت الأبحاث بين العاطفة الإيجابية وزيادة طول العمر، وتحسين النوم، وانخفاض هرمونات التوتر.
يتمتع الأشخاص ذوو العاطفة الإيجابية العالية بأساليب تأقلم صحية، وصفات ذاتية أكثر إيجابية، وأكثر توجهًا نحو الهدف.
تُعزز العاطفة الإيجابية أيضًا الموقف المُنفتح، والتواصل الاجتماعي، والمُساعدة.
يتميز أولئك الذين لديهم مستويات مُنخفضة من العاطفة الإيجابية (ومستويات عالية من العاطفة السلبية) بالحُزن، والخمول، والضيق، والمشاركة غير الممتعة. ترتبط المستويات المنخفضة من التأثير الإيجابي بالقلق الاجتماعي، والاكتئاب، بسبب انخفاض مستويات الدوبامين.

## الأبحاث والنتائج
وجدت الدراسات أن هناك علاقة بين إطلاق الدوبامين والتأثير الإيجابي في القدرات المعرفية. على سبيل المثال، عندما تكون مستويات الدوبامين منخفضة، يُمكن أن يؤدي التأثير الإيجابي إلى تحفيز إفراز المزيد من الدوبامين، ما يؤدي إلى زيادة المعالجة المعرفية والحركية والعاطفية مؤقتاً.
يؤثر تحفيز إفراز الدوبامين على العديد من الوظائف الإدراكية:
أولاً، يُمكن أن تؤدي زيادة الدوبامين في نظام  نيغروسترياتالي (nigrostriatal system) إلى التخفيف مؤقتًا من الخلل الوظيفي أو الإدراكي بسبب مرض باركنسون.
تؤثر الزيادة في إفراز الدوبامين أيضًا على نظام القشرة الحوفية المتوسطة، عبر خلايا VTA، ما يزيد من الحالة المزاجية والعقل المُنفتح عند كبار السن.
يُحفز التأُثير الإيجابي أيضًا إنتاج الدوبامين في قشرة الفص الجبهي والمرافق الحزامية الأمامية، ما يُساعد في معالجة الذاكرة العاملة والاهتمام التنفيذي، أخيرًا، تعمل العاطفة الإيجابية بشكل غير مُباشر على تحسين تقوية الذاكرة في الحُصين، عن طريق زيادة إفراز الأسيتيل كولين من زيادة الدوبامين.
بشكل عام، يؤدي التأُثير الإيجابي إلى نظرة أكثر إيجابية، ويزيد من مهارات حل المُشكلات، ويزيد من المهارات الاجتماعية، ويزيد من النشاط والمشاريع، ويُمكن أن يلعب دورًا في الوظيفة الحركية.

## العلاقة مع العاطفة السلبية
العلاقة الإيجابية والعاطفية السلبية مستقلتان تقريبًا عن بعضهما البعض، من المُمكن أن يملك الشخص نسبة مرتفعة من كليهما، أو مُرتفعة في أحدهما ومُنخفضة في الأخرى، أو منخفضة في كلتيهما.
وُجد أن العاطفة تكون مستقرة إلى حد ما مع مرور الوقت وعبر المواقف (مثل العمل مُقابل الاسترخاء). قد تؤثر العاطفة الإيجابية على خيارات الفرد بشكل عام، وخاصةً ردوده على الاستبيانات.

## العلاقة بالسعادة واحترام الذات والانبساط
ترتبط السعادة، والشعور بالرفاهية، والمستويات العالية من احترام الذات غالبًا بمستويات عالية من العاطفة الإيجابية، لكن كل منها يتأثر بالعاطفة السلبية أيضًا.
تتوافق سمة العاطفة الإيجابية تقريبًا مع عوامل الشخصية المهيمنة للانبساط، ومع ذلك، يتأثر هذا البناء أيضًا بالمكونات الشخصية.

## اختبارات
إن التقييمات الذاتية المختلفة التي يجري الإبلاغ عنها تستخدم مقاييس مختلفة للقياس، نظرًا لعدم وجود قاعدة صارمة وسريعة لتحديد مستويات معينة من التأثير الإيجابي. العديد من الاختبارات البارزة مذكورة أدناه في كل منها، يُحدد المستفتي الدرجة التي تميزه بها صفة أو عبارة معينة بدقة.
- مقياس العواطف التفاضلية: مقياس للعاطفة الإيجابية يقيم المتعة (مشاعر السعادة أو الفرح) والاهتمام (الإثارة، واليقظة، والفضول).[7]
- قائمة مراجعة الصفات المتعددة المؤثرة - جرت مراجعتها (MAACL-R): يقيس العاطفة الإيجابية وفقًا لمقياس العواطف التفاضلية (DES)، ولمقياس إضافي لتقييم سلوك البحث عن الإثارة (أي مدى الجرأة أو المغامرة التي يتمتع بها الشخص).[7]
- ملف تعريف حالات الحالة المزاجية (POMS): يستخدم مقياس النشاط لتقييم مجال التأثير الإيجابي.[7]
- الشكل الموسع لجدول التأثير الإيجابي والسلبي (PANAS-X): يستخدم هذا الاختبار ثلاثة مقاييس رئيسية: المرح (مدى البهجة والسعادة والحيوية)، والثقة بالنفس (مدى الثقة والقوة)، والانتباه (اليقظة والتركيز).[7]
- النموذج الدولي القصير لجدول التأثير الإيجابي والسلبي (I-PANAS-SF): إنه إصدار موجز مكون من 10 عناصر من التأثيرات الإيجابية والسلبية التي طوّرت وجرى التحقق من صحتها على نطاق واسع لاستخدامها باللغة الإنجليزية مع كل من اللغة الأم وغير الناطقين بها، المتحدثين باللغة الإنجليزية.[10] أُبلغ عن موثوقية الاتساق الداخلي لمقياس العاطفة الإيجابية المكون من 5 عناصر تتراوح بين 72 و 78.[10]

## في إدارة الأعمال
العاطفة الإيجابية هي أداة للسلوك الإداري والتنظيمي، تُستخدم لخلق بيئات إيجابية في مكان العمل.  يمكن للمدير إحداث تجربة وثقافة إيجابية للموظف من خلال استخدامها. نتوقع أن يشعر الموظفون ذوو العاطفة الإيجابية العالية بالدعم التنظيمي الكبير، نظرًا إلى أن العاطفة مرتبطة بتجارب الموظفين. كما يساعدهم تفاؤلهم وثقتهم أيضًا على مناقشة آرائهم بطريقة تتميز بالجدل البناء مع المشرف، بحيث يجري حل المشكلات وتؤكد مشاعرهم الإيجابية. تسمح العاطفة الإيجابية بحل المشكلات الإبداعي، بالازدهار في بيئة لا يجري فيها تخويف الموظفين من الاقتراب من المديرين، وبالتالي يعتقد الموظفون أنهم يلعبون دورًا رئيسيًا في المنظمة في التقدم بالحلول.  الهدف هو زيادة العاطفة الإيجابية إلى أقصى حد وتقليل أي تأثير سلبي متداول في العمل.  تزيد المشاعر السلبية مثل الخوف، والغضب، والتوتر، والعداء، والحزن والشعور بالذنب، من القدرة على التنبؤ بالتلكؤ في مكان العمل، وبالتالي تقلل من إنتاجية العمل.

## تأثيرات
التأثير الإيجابي جزء لا يتجزأ من الحياة اليومية.  يساعد التأثير الإيجابي الأفراد على معالجة المعلومات العاطفية بدقة وكفاءة، لحل المشكلات، ووضع الخطط، وتحقيق الإنجازات.  تقترح نظرية التوسيع والبناء أن العاطفة الإيجابية توسع من ذخيرة عمل التفكير اللحظي للناس وتبني مواردهم الشخصية الدائمة.
تظهر الأبحاث أن العاطفة الإيجابية تتعلق بفئات مختلفة من المتغيرات، مثل النشاط الاجتماعي وتكرار الأحداث الممتعة.    يرتبط التأثير الإيجابي أيضًا بقوة بالرضا عن الحياة. تشير الطاقة العالية، والمشاركة، والتفاؤل، والاهتمام الاجتماعي التي يتميز بها الأفراد ذوو العاطفة الإيجابية العالية إلى أنهم أكثر عرضة للرضا عن حياتهم. في الواقع، دفعت أوجه التشابه في المحتوى بين هذه السمات العاطفية والرضا عن الحياة بعض الباحثين إلى النظر إلى كل من العاطفة الإيجابية، والعاطفة السلبية، ورضا الحياة كمؤشرات محددة للبناء الأوسع للرفاهية الذاتية. 
قد تؤثر العاطفة الإيجابية على العلاقات بين المتغيرات في البحث التنظيمي، وتزيد من التركيز المتعمد والذخيرة السلوكية، ويمكن أن تساعد هذه الموارد الشخصية المعززة في التغلب على المواقف المؤلمة أو التعامل معها.  هذه الموارد مادية (على سبيل المثال، صحة أفضل)، واجتماعية (مثل شبكات الدعم الاجتماعي)، وفكرية ونفسية (مثل المرونة والتفاؤل والإبداع).
توفر العاطفة الإيجابية استراحة نفسية أو راحة من التوتر، ودعم الجهود المستمرة لتجديد الموارد التي استنفدها الإجهاد. توفر وظائف التخزين المؤقت الخاصة به علاجًا مفيدًا للمشاكل المرتبطة بالمشاعر السلبية واعتلال الصحة بسبب الإجهاد، حيث تقلل العاطفة الإيجابية من العبء المفرط. وبالمثل، فإن الأشخاص السعداء هم أفضل في التأقلم.
توصل ماكراي وكوستا إلى استنتاج أن العاطفة الإيجابية كانت مرتبطة بجهود التكيف الأكثر نضجًا.

## مقالات ذات صلة
صراع الاقتراب والابتعاد (علم النفس)